# Arthroleptidae
Arthroleptidae zijn een familie van kikkers (Anura).
Er zijn 150 soorten die verdeeld worden in acht geslachten en drie onderfamilies.
Vroeger werd deze familie nog tot de echte kikkers (Ranidae) gerekend. Alle soorten leven in vochtige bossen of bergwouden in zuidelijk Afrika. De kikkers blijven klein en onderscheiden zich van andere families door afwijkingen in de bouw, onder andere het ontbreken van ribben.

## Taxonomie
- Onderfamilie Arthroleptinae Mivart, 1869
  - Geslacht Arthroleptis Smith, 1849
  - Geslacht Cardioglossa Boulenger, 1900
- Onderfamilie Astylosterninae Noble, 1927
  - Geslacht Astylosternus Werner, 1898
  - Geslacht Leptodactylodon Andersson, 1903
  - Geslacht Nyctibates Boulenger, 1904
  - Geslacht Scotobleps Boulenger, 1900
- Onderfamilie Leptopelinae Laurent, 1972
  - Geslacht Leptopelis Günther, 1859

Allophrynidae · 
Alsodidae · 
Alytidae · 
Aromobatidae · 
Arthroleptidae · 
Myobatrachidae · 
Batrachylidae · 
Blaasoppies · 
Bombinatoridae · 
Boomkikkers · 
Brachycephalidae · 
Calyptocephalellidae · 
Ceratobatrachidae · 
Ceratophryidae · 
Conrauidae · 
Craugastoridae · 
Cycloramphidae · 
Dicroglossidae · 
Echte kikkers · 
Eleutherodactylidae · 
Fluitkikkers · 
Glaskikkers · 
Gouden kikkers · 
Graafkikkers · 
Hemiphractidae · 
Hylodidae · 
Knoflookpadden · 
Limnodynastidae · 
Megophryidae · 
Mexicaanse gravende padden · 
Micrixalidae · 
Microhylidae · 
Nasikabatrachidae · 
Nieuw-Zeelandse oerkikkers · 
Nyctibatrachidae · 
Odontobatrachidae · 
Odontophrynidae · 
Padden · 
Pelodytidae · 
Petropedetidae · 
Phrynobatrachidae · 
Pijlgifkikkers · 
Ptychadenidae · 
Pyxicephalidae · 
Ranixalidae · 
Rhinodermatidae · 
Rietkikkers · 
Scaphiopodidae · 
Schuimnestboomkikkers · 
Seychellenkikkers · 
Spookkikkers · 
Staartkikkers · 
Telmatobiidae · 
Tongloze kikkers